# Zana Briski
Zana Briski (* 25. října 1966) je britská fotografka a filmařka, nejznámější díky filmu Born into Borthels, který režírovala a který získal v roce 2004 Oscara za nejlepší dokumentární film. Založila neziskovou organizaci Kids with Cameras, která učí umění fotografovat marginalizované děti v komunitách po celém světě. Její zájem o fotografii začal v deseti letech.

## Životopis
Po získání magisterského titulu na Univerzitě v Cambridgi studovala dokumentární fotografii na International Center of Photography v New Yorku. V roce 1995 podnikla svou první cestu do Indie, kde vytvořila příběh o vraždě novorozenců. V roce 1997 se Briski vrátila do Indie a zahájila svůj projekt o prostitutkách v kalkatské čtvrti červených luceren, což vedlo k její práci s dětmi prostitutek.
Její nejnovější projekt Reverence je zážitková multimediální výstava o transformaci. Inspirována sny o kudlance nábožné, byla vedena po celém světě, aby spolupracovala s živým hmyzem a pořizovala jejich portréty na fotografie a film. „Moje práce je poctou hmyzu, jeho inteligenci, osobnosti a elegantní kráse,“ říká. Projekt získal počáteční prostředky prostřednictvím crowdsourcingové stránky Kickstarter v roce 2010.
Briski získala řadu ocenění a stipendií, včetně Open Society Institute Fellowship, Alicia Patterson Journalism Fellowship v roce 2000 pro výzkum a fotografování v indických nevěstincích, New York Foundation for the Arts Fellowship, Howard Chapnick Grant a první cenu v roce 1999 v soutěži nadace World Press Photo v kategorii „Příběhy ze života“. Briski a spolurežisér Ross Kauffman obdrželi granty od Sundance Institute, Jerome Foundation a New York State Council on the Arts for Born into Born into Bornets. 